# Banderola

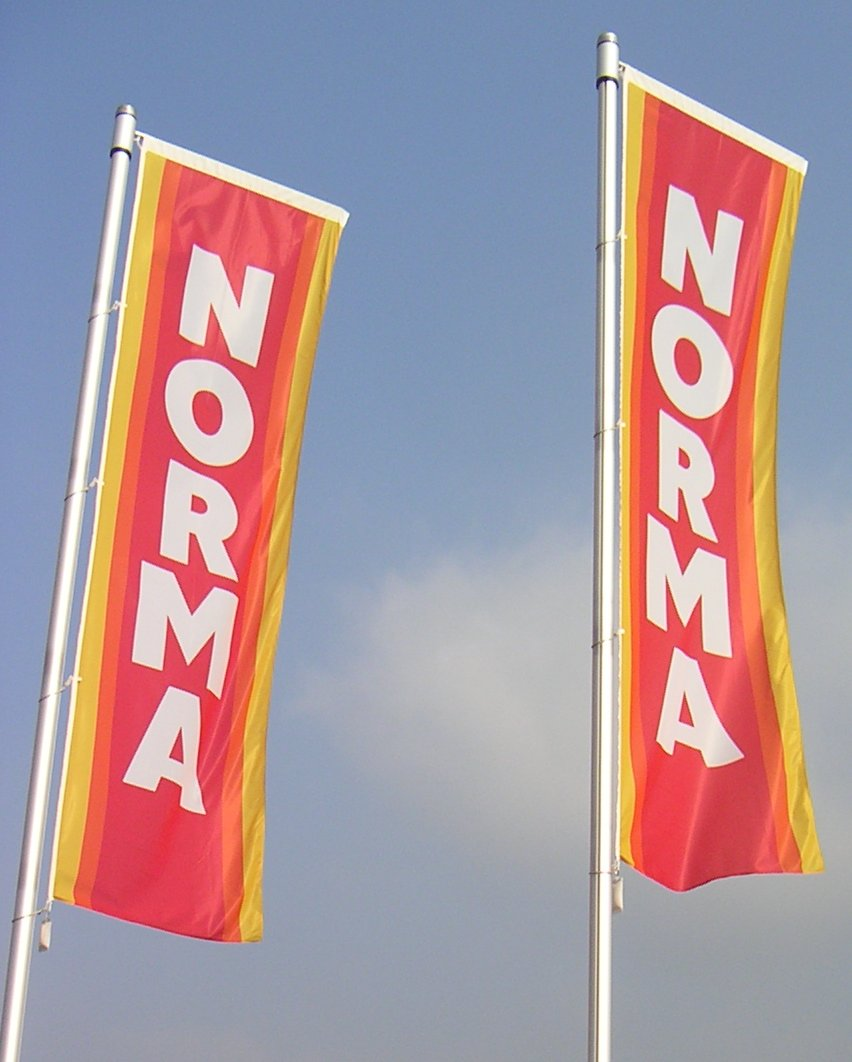
Banderolas de un supermercado alemán.

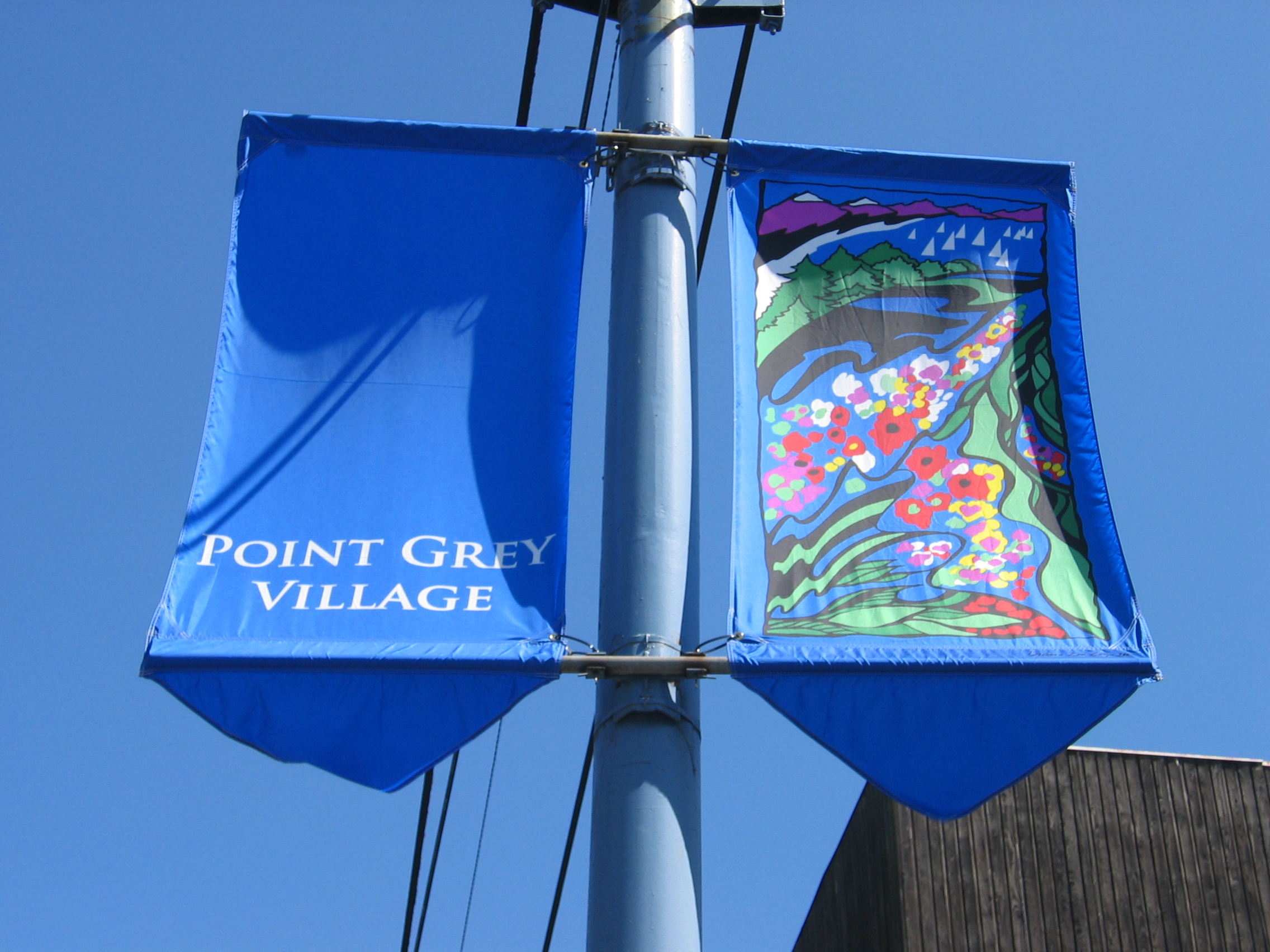
Banderolas del centro comercial Point Grey Village, en Vancouver (Canadá).

Una banderola es un tipo de bandera, tiene origen en los estandartes y pendones medievales que se utilizaban como decoración cuando tenía lugar un hecho destacado en la comunidad: un torneo, una justa o una ceremonia (coronación, botadura, inauguración, etc.) 
También se utilizaron variantes para identificar a los guerreros en el campo de batalla, como las nobori o las sashimono.
Han evolucionado hacia su uso actual, como anuncio de acontecimientos que tienen una connotación de prestigio, tales como exposiciones, ferias de muestras, encuentros culturales, etc.

## Elemento de comunicación en el exterior
En la actualidad se utilizan mucho en publicidad exterior. Son soportes alargados de lona sobre las que se serigrafían anuncios o mensajes publicitarios. Las banderolas se exhiben en lugares públicos y se colocan atadas a mástiles o farolas.
El mayor impacto se consigue desplegando una serie de ellas en un entorno reducido, ya sea una vía de acceso, junto al edificio o en los alrededores del lugar de celebración. Puede observarse una serie de banderolas en la entrada de un centro comercial u otro tipo de establecimiento, para destacar y llamar la atención desde la distancia.
Los mensajes impresos en las banderolas son por obligación breves, por lo que se aconseja que aludan directamente al hecho anunciado. Por el limitado espacio disponible, rara vez reproducen imágenes limitándose a imprimir el nombre o marca del acontecimiento o directos eslóganes publicitarios.
El logotipo del evento también encuentra lugar en las mismas como tarjeta de presentación y punto de referencia. Una de sus características es que al situarse unas detrás de otras, se pueden diseñar diferentes mensajes de modo que se complementen o refuercen.
Se trata de un soporte publicitario relativamente barato, fácil y rápido de colocar. Puede plantearse como una acción efímera, relacionada con un acontecimiento puntual o como algo más permanente (en este caso, se tendrá previsto un mantenimiento de las banderolas que, por estar al aire libre, sufren las inclemencias del tiempo).
Además, se pueden retirar al finalizar la celebración sirviendo para el mismo propósito en otras localidades en que vaya a tener lugar.